# Vue synoptique des quatre voyages de Christophe Colomb
En 1453, la chute de Constantinople marque la domination militaire des puissances islamiques sur les puissances chrétiennes en Orient. Les routes terrestres vers l'Asie (accès à l'Inde et à la Chine, route de la soie et route des épices) convoitées par les Européens sont bloquées,. L'explorateur génois Christophe Colomb projette pourtant de rejoindre les Indes. Plutôt que de contourner l'Afrique en empruntant le cap de Bonne-Espérance ouvert par l'explorateur portugais Bartolomé Dias en 1488, Colomb, convaincu de la rotondité terrestre, envisage de rejoindre l'Asie par l'ouest, en traversant l'océan Atlantique, mer Océane considérée pour beaucoup comme infranchissable à l'époque,. Au service des monarques catholiques espagnoles Isabelle de Castille et Ferdinand d'Aragon, le navigateur effectuera quatre voyages vers les Amériques de 1492 à 1504. Le tableau suivant en présente une vue synoptique.
| Voyage                       | Départ                                 | Territoires explorés (listes non exhaustives), | Carte | Arrivée                                    | Navires                                                                    | Équipage                                         |
| Premier voyage (1492-1493)   | Le 3 août 1492 de Palos de la Frontera | - Les actuels Bahamas : originellement Guanahani, rebaptisée isla San Salvador ; originellement Mamana, rebaptisée isla Sta María de la Concepción ; originellement Yuma, rebaptisée isla Fernandina ; isla Isabela ; isla Saomete ; Islas de Arena - L'actuelle Cuba : originellement Cubanacán, rebaptisée isla Juana puis Cuba ; bahía de Bariay ; originellement Bayatiquiri, rebaptisée Alpha y Omega puis Punta Maisí; villa de la Navidad - Les actuelles Haïti et République dominicaine : originellement Ayiti ou Bohio ou Kiskeya, rebaptisée Isla española ; Puerto de San Nicolas ; isla de la Tortuga ; Golfo de las Flechas, renommée péninsule de Samaná |       | Le 15 mars 1493 à Palos de la Frontera     | 3 navires = 2 caravelles (la Pinta + la Niña) + 1 caraque (la Santa María) | 90 hommes                                        |
| Deuxième voyage (1493-1496)  | Le 25 septembre 1493 de Cadix          | - L'actuelle Désirade: baptisée la Desirada, - L'actuelle Marie-Galante: originellement Touloukaéra, Aïchi ou encore Aulinagan, rebaptisée isla Marigalante - L'actuelle Dominique : originellement Waitukubuli, rebaptisée isla Domingo ou encore isla Dominica - L'actuelle Guadeloupe: initialement Karukera, rebaptisée isla Guadalupe - L'actuel Porto Rico : originellement Borikén, rebaptisé isla San Juan Bautista - Les actuelles îles Vierges des États-Unis : originellement Ay Ay, rebaptisée Santa Cruz - Les actuelles Haïti et République dominicaine : originellement Ayiti ou Bohio ou Kiskeya, rebaptisée Isla española ; villa La Isabela ; isla Saona ; villa Nueva Isabela, remplacée ensuite par Santo Domingo de Guzmán - L'actuel Montserrat : originellement Alliouagana, rebaptisée isla Montserrate - L'actuelle Antigua-et-Barbuda : originellement Wadadli, rebaptisée isla Santa Maria del Antigua puis Antigua ; originellement Wa'omoni, rebaptisée Barbuda ; Ocananmanrou, rebaptisée isla Santa María la Redonda - L'actuel Saint-Christophe-et-Niévès : originellement Liamuiga rebaptisée San Cristóbal ; originellement Oualie, rebaptisée Nieves - L'actuelle Saba : originellement Siba ou Amonhana, rebaptisée Saba - L'actuel Saint-Eustache : originellement Aloi, rebaptisée San Eustaquio, - L'actuelle Anguilla : originellement Malliouhana, rebaptisée Anguilla - L'actuel Saint-Martin : originellement Soualiga ou encore Oualichi, rebaptisée isla San Martín - L'actuel Saint-Barthélemy : originellement Ouanalao, rebaptsée isla Bartolomé - L'actuelle Cuba : originellement Cubanacán, rebaptisée isla Juana puis Cuba ; originellement Bayatiquiri, rebaptisée Alpha y Omega puis Punta Maisí - L'actuelle Jamaïque : originellement Xamayca, rebatpisée Santiago |       | Le 11 juin 1496 à Cadix                    | 17 navires,                                                                | 1 500 hommes dont 700 colons et 12 missionnaires |
| Troisième voyage (1498-1500) | Le 30 mai 1498 de Sanlúcar             | - L'actuelle Trinité-et-Tobago : originellement Kairi ou Iere, rebaptisée isla Trinidad, ; Golfo de la Ballena, renommée ensuite Golfe de Paria; isla Tobago - L'actuelle Grenade : originellement Camerhogne, rebaptisée isla de la Concepción - L'actuel Saint-Vincent-et-les-Grenadines : Saint-Vincent : originellement Hairouna, rebaptisée isla San Vicente ; Canouan - L'actuel Venezuela : originellement Paraguachoa, rebaptisée isla Margarita - Les actuelles Haïti et République dominicaine : originellement Ayiti ou Bohio ou Kiskeya, rebaptisée Isla española |       | 20 novembre 1500 à Cadix                   | 6 navires                                                                  | 600 hommes                                       |
| Quatrième voyage (1502-1504) | Le 9 mai 1502 de Cadix                 | - L'actuelle Martinique : originellement Madinina, rebaptisée isla Martinica - L'actuelle Sainte-Lucie ? : originellement Iouanalao, rebaptisée Santa Lucía - L'actuelle Dominique : originellement Waitukubuli, rebaptisée isla Domingo ou encore isla Dominica - Les actuelles Haïti et République dominicaine : originellement Ayiti ou Bohio ou Kiskeya, rebaptisée Isla española - L'actuelle Jamaïque : originellement Xamayca, rebpatisée Santiago ; bahía de la Santa Gloria, renommée ensuite bahía Santa Ana. - Les actuels Îles Caïmans : baptisées isletas de las Tortugas, puis Los Lagartos, puis Islas Caimán - L'actuel Honduras : originellement Guanaca, baptisée Isla de Los pinos, aujourd'hui Guanaja ; costa de la Oreja - L'actuel Nicaragua : cabo de Gracias a Dios ; río del Desastre, renommé par la suite río Grande de Matagalpa - L'actuel Costa Rica : originellement Quiribrí, rebaptisée La Huerta - L'actuel Panama : bahía de Portobelo ; Boca del Drago ; río de Belén |       | Le 7 novembre 1504 à Sanlúcar de Barrameda | 4 navires (caravelles),                                                    | 150 hommes                                       |